# Сестри по степу
«Сестри по степу» (англ. Step Sisters) — американська танцювальна комедія Чарльза Стоуна III 2018 року. Головну роль виконала Мегалін Ечіканвоке.

## Сюжет
Студентка Джаміла Бішоп — президент чорношкірого сестринства та капітан танцювальної команди по степу. Після завершення університету, вона збирається вступити в Гарвардську школу права. Для вступу їй не вистачає лише формальності — рекомендації одного з колишніх учнів Гарварда. Її батьки там вчилися, тому вона планує отримати її від них. Несподівано мама відмовляє через її погані оцінки. Мама хоче, щоб дочка досягла всього сама, а не користувалася готовим. Тому тепер Джаміла розраховує на декана Бермана, який також випускник Гарварда. Джаміла крім іншого займається і громадськими роботами, вона входить до відділу по роботі зі студентами та багато допомагає декану.
В університеті відбувається форс-мажор. Одна дівчина з сестринства білих студенток під час вечірки займається сексом прямо на галявині кампуса. Відео з цим дійством швидко поширюється інтернетом. Подія підриває престиж не тільки конкретного сестринства, а й усього університету. Оскільки у Джаміли є досвід керівництва жіночими спільнотами, декан Берман дає їй завдання, навести лад в цьому проблемному сестринстві та відновити їхню репутацію. Він пропонує навчити цих дівчат степу: вони покажуть, що здатні до чогось творчого, а з танцювальним номером зможуть ще й взяти участь в конкурсі та заробити, таким чином, гроші на благодійність.
Джаміла залишає команду по степу у своєму сестринстві та таємно стає тренером білих дівчат. Коли ж це виходить назовні, то викликає гнів у чорношкірого товариства. Чорні дівчата сприймають це як зраду раси, оскільки степ танець чорних. У танцювальному ж конкурсі команда Джаміли вдається посісти друге місце, однак судді фальсифікують підсумки та виводять білих дівчат з трійки призерів, щоб таким чином залишити степ тільки за чорними. Змову розкривають самі чорні дівчата. Оскільки перемоги такою ціною їм не потрібні — ця подія примиряє дівчат з різних спільнот.

## В ролях
| Актор                | Роль           |
| -------------------- | -------------- |
| Мегалін Ечіканвоке   | Джаміла Бішоп  |
| Ліндон Сміт          | Деніель        |
| Іден Шер             | Бет            |
| Шеріл Лі Ральф       | Івонн Бішоп    |
| Гейдж Голайтлі       | Ліббі          |
| Алессандра Торресані | Ембер          |
| Ніа Джерв'єр         | Сондра         |
| Марке Річардсон      | Кевін          |
| Роберт Кертіс-Браун  | декан Берман   |
| Метт Мак-Горрі       | Ден            |
| Нетарі Наутон        | Аіша           |
| Л. Воррен Янг        | Ленгстон Бішоп |
| Ешлі Брі Джиллам     | Шеріл          |

## Виробництво
Зйомки фільму відбувалися влітку 2016 року. Компанія Broad Green Pictures мала випустити фільм 31 березня 2017 року. Однак в цей час вона переживала кризу пов'язаний з низкою провалів своїх фільмів. Було прийнято рішення «Сестер по степу» поки не випускати. Зрештою фільм придбала компанія Netflix і випустила 19 січня 2018 року.

## Критика
Загалом фільм був прийнятий прохолодно. На сайті Rotten Tomatoes рейтинг «свіжості» фільму 22 %. На думку критиків фільм складається з великої кількості стереотипних персонажів і кліше. Він дуже нагадує фільми на кшталт «Ідеальний голос» або «Добийся успіху». При цьому фільм намагається говорити про серйозні речі, наприклад про культурне привласнення, однак на думку рецензентів це виглядає непереконливо через шаблонність персонажів. Багато хто з критиків відзначали хорошу хореографію, якої, однак, замало.